# Giancarlo Sbragia
Giancarlo Sbragia (Roma, 14 marzo 1926 – Roma, 28 giugno 1994) è stato un attore, regista teatrale e drammaturgo italiano.

## Biografia
Figlio di Virginio e Margherita Spaziani, dopo il liceo classico si iscrisse nel 1944 all'Accademia nazionale d'arte drammatica, dove ebbe quali compagni di corso Tino Buazzelli, Nino Manfredi, Luciano Salce, Marina Bonfigli. Terminata l'Accademia nel 1947, venne scritturato dal Piccolo Teatro di Milano, dove fin dall'inizio ricoprì ruoli di primo piano.
Durante la sua lunga carriera lavorò con i protagonisti del teatro italiano del Novecento e con grandi nomi della cultura, quali Eduardo De Filippo, Luchino Visconti, Giorgio Strehler, Renzo Ricci, Michelangelo Antonioni, Gino Cervi, Guido Salvini, Enrico Maria Salerno e Federico Fellini, cimentandosi con altrettanta bravura tanto nei classici quanto in lavori moderni.
Sbragia si dedicò con successo anche alla regia teatrale, nella quale debuttò dirigendo e interpretando la prima edizione italiana di Ricorda con rabbia, del drammaturgo inglese John Osborne (stagione 1957-58). Oltre ad aver spaziato in ogni genere di testo – dalle commedie e tragedie antiche ai drammi contemporanei – fu lui stesso autore: infatti scrisse e portò in scena alcune opere, come Le veglie inutili, Quarta era (con Gian Domenico Giagni, dal libro-inchiesta Gli apprendisti stregoni di Robert Jungk) sulla prima bomba atomica, Le confessioni della signora Elvira (con Mino Roli), Il fattaccio del giugno, che rievoca l'assassinio di Giacomo Matteotti, Musica e lazzi dalla commedia dell'arte (con Cesare Brero).
Fu sposato con Esmeralda Ruspoli, conosciuta sul palcoscenico nei primi anni cinquanta, e dalla quale ebbe tre figli: Viola, Ottavio (musicista) e Mattia, che ha proseguito l'attività dei genitori diventando a sua volta attore.
Giancarlo Sbragia sposò poi in seconde nozze l'attrice Alessandra Panaro, con la quale, nel 1993, rimase coinvolto in uno degli attentati dinamitardi compiuti da Cosa nostra contro il patrimonio artistico nazionale: a Roma la coppia abitava infatti davanti alla chiesa di San Giorgio in Velabro, che alla mezzanotte del 27 luglio fu gravemente danneggiata da un'auto-bomba. I due, al momento dell'esplosione, erano in casa con le finestre aperte, e questo li salvò perché l'onda d'urto in pratica attraversò il loro appartamento, con danni alle cose, ma non agli occupanti.

### Il teatro
In quasi cinquant'anni di carriera, fece parte delle principali compagnie italiane, pubbliche e private, fondandone lui stesso e divenendo uno dei più significativi attori della sua generazione, «dotato di uno stile di asciutta modernità »: dal Piccolo Teatro di Milano, diretto da Giorgio Strehler (dove esordì e tornò più volte) al Piccolo Teatro di Roma con Orazio Costa, dalla compagnia drammatica nazionale con Guido Salvini alla compagnia Pagnani-Cervi; lavorò poi nella compagnia Italiana delle Tre Venezie, quindi con Renzo Ricci e Margherita Bagni, ottenendo il nome in ditta, e collaborò con Michelangelo Antonioni, nelle breve parentesi teatrale vissuta dal regista ferrarese, dando vita alla compagnia Antonioni-Sbragia-Vitti.
La svolta arriva nel 1960, quando fondò, insieme a Ivo Garrani e a Enrico Maria Salerno, la compagnia Attori Associati, che proponeva un teatro di ricerca dai forti connotati sociali, impegnato e critico verso la realtà contemporanea, mettendo in scena i primi esempi di teatro-cronaca in Italia; tornò poi per alcune stagioni al Piccolo Teatro di Milano, quindi nel 1969 rifondò "Gli Associati", questa volta con l'innovativa formula della cooperativa («organismo di produzione teatrale»): ancora con Garrani ma anche nuovi compagni d'avventura, attori come Sergio Fantoni e Valentina Fortunato, il regista Virginio Puecher, lo scenografo Gianni Polidori, l'organizzatore Fulvio Fo (fratello di Dario e proveniente dal Piccolo Teatro di Milano), il capo-tecnico Nunzio Meschieri. 
Durerà sino alla fine degli anni settanta, arricchendosi di adesioni (Valeria Ciangottini, Renzo Giovampietro, Paola Mannoni, Luigi Vannucchi, Germana Monteverdi e Mattia Sbragia) al punto da avere, dal 1972, due compagnie. Oltre che attore e regista, Sbragia ne fu anche direttore artistico. Sono di quegli anni alcuni spettacoli memorabili, come Caligola, Edipo re, i suoi personali adattamenti di Strano interludio, Piccola città e I demoni; Il commedione di Giuseppe Gioacchino Belli di Diego Fabbri.
Sullo scioglimento de Gli Associati dichiarò poi: « Semplicemente hanno fatto il loro tempo e non sarebbe sensato ripetere oggi un'esperienza che si è esaurita perché legata a determinate circostanze, anche umane, ora cambiate.».
Oltre che attore, regista, traduttore e adattatore di testi, scrisse anche le musiche di alcuni allestimenti (fra gli altri Otello, Caligola, Strano interludio, La morte di Danton, La bella addormentata) essendo fin da giovane un valido pianista, come ricordava ancora 60 anni dopo la sua compagna di Accademia Rossella Falk.

### La TV e la radio
Come già il teatro, Sbragia affrontò la televisione a tutto campo: oltre che attore fu presentatore di programmi e rubriche settimanali, come L'approdo e Concerto di prosa. Nei Promessi sposi (1967) di Sandro Bolchi fu il narratore, che introduceva ogni puntata e riassumeva le precedenti; comparve anche, come molti suoi colleghi, in qualche pubblicità.
L'8 settembre 1978, sulla Rete 1, fu protagonista in diretta di un toccante episodio: la Rai l'aveva invitato a presentare la messa in onda del suo spettacolo Il vizio assurdo di Diego Fabbri e Davide Lajolo, il cui protagonista, Cesare Pavese, era interpretato da Luigi Vannucchi, attore che s'era tolto la vita appena dieci giorni prima (la registrazione risaliva al gennaio 1977); ma Sbragia dopo alcune parole sul lavoro e sul collega suicida fu preso dalla commozione, e s'interruppe senza più riuscire a continuare.
Nel 1988 la Rai mandò in onda una lettura integrale della Divina Commedia, affidata a Sbragia (Purgatorio), Enrico Maria Salerno (Paradiso) e Giorgio Albertazzi (Inferno), l'unica realizzata nella storia della televisione italiana.

Enzo Ferrieri con Enrica Corti, Giancarlo Sbragia e Germana Paolieri

Sbragia fu molto attivo anche alla radio, sia come componente della compagnia di Prosa di Roma della Rai (Il barbiere di Siviglia di Beaumarchais, I giusti di Camus), sia conducendo programmi culturali di vario genere e firmando adattamenti - come Il giorno della civetta di Leonardo Sciascia nel 1967 - e regie, come un'edizione di Altri tempi di Pinter, con Fantoni, la Fortunato e Valeria Valeri, trasmessa dalla Rai nel 1972. Fu anche conduttore nell'agosto 1971, per tutto il mese, di Voi ed Io, lo storico programma d'intrattenimento radiofonico del mattino, tutti i giorni, dal lunedì al sabato dalle 9,15 alle 11,30 sul Programma Nazionale Radiorai.

### Il cinema
Di minor rilievo l'attività cinematografica, nonostante appaia in oltre venti lungometraggi – alcuni diretti da registi di valore, come Vittorio Cottafavi e Liliana Cavani, Yves Boisset e Giuseppe Bertolucci – e come narratore in due documentari. Anche sul grande schermo comunque attraversò tutti i generi, dal mitologico al poliziottesco, dal film storico al thriller psicologico. 
Fu inoltre doppiatore: si può sentire la sua voce in film, come I sequestrati di Altona (Maximilian Schell), L'esorcista (Max von Sydow), Macbeth di Roman Polański (Jon Finch) e Acque amare (Narciso Parigi), mentre Fellini lo volle per doppiare il personaggio del maestro Albertini in E la nave va.

### L'impegno
Sbragia fu attivo in campo sindacale e politico: agli inizi della televisione italiana coordinò infatti il primo sciopero della categoria (la Rai non riconosceva agli attori compensi per le trasmissioni replicate), esperienza da cui nacque il primo sindacato del settore: la Società Attori Italiani (S.A.I.) in seguito Sindacato attori italiani, fondata insieme a Gino Cervi, Marcello Mastroianni, Nino Manfredi, Enrico Maria Salerno e Arnoldo Foà.
Sul fronte politico, fu consigliere comunale a Roma dal 1976 al 1981, eletto nelle liste del Partito Comunista Italiano.

### I premi
La sua commedia in un atto Le veglie inutili, del 1953, fu premiata con il premio "Borletti".
Con Sacco e Vanzetti ricevette il premio IDI stagione 1960-1961 per la regia.
Il 19 luglio 1994 a Pescara la ventunesima edizione del "Flaiano" gli conferì postumo il premio alla carriera: lo ritirarono la moglie Alessandra Panaro e il figlio Mattia.

### La critica
«Attore serio, sobrio, duttile – scrive Roberto Chiti nel Dizionario del cinema italiano - si cimenta in tutte le discipline dello spettacolo, dalla regia lirica al doppiaggio, dall'attività radiofonica a quella di scrittore teatrale». 
Nella voce a lui dedicata nel Dizionario del cinema italiano 1945-1969, Gianni Rondolino scrisse che s'era affermato «tra i migliori attori della nuova generazione», un attore dallo stile recitativo «sobriamente analitico, del tutto privo di tratti istrionici» secondo Giovanni Raboni, che scrivendo della sua prematura morte definiva Sbragia «di una vitalità artistica infaticabile» e ne sottolineava la «presenza senza soste e senza cedimenti nella storia teatrale dell'ultimo mezzo secolo. »A perfezionare il suo stile misurato ed estremamente sobrio, la sua tecnica schiva, contribuì soprattutto l'incontro con Orazio Costa.
Sempre riguardo alle sue doti recitative, la Enciclopedia della televisione curata da Aldo Grasso scrive che «si impose come attore colto e raffinato, capace di approfondimenti drammatici, di cui diede prova anche sul piccolo schermo». 
Quanto alla sua attività registica, la "garzantina" dello spettacolo lo descrive in questo modo: «creatore di apparati scenici di secchezza e geometria suggestive, si è affermato come regista attento alle chiarificazioni logiche e alla rigorosità dialettica, mentre come interprete, già segnalatosi per la modernità espressiva, ha maturato singolari e convincenti qualità di penetrazione dei personaggi».
Con riferimento invece ai suoi testi, così lo inquadra Enrico Bernard in Autori e drammaturgie: «Attore tra i più geniali e coraggiosi nel portare alla scena testi non solo di repertorio tradizionale, si è sempre covato dentro il tarlo della scrittura e della drammaturgia di impegno. 
Il suo è un teatro “che assume la responsabilità (Sandro Bajini), senza schemi di comodo e senza metafore, di richiamare la sensibilità dello spettatore sulle proprie posizioni di cittadino, partecipando a un travaglio di idee e di azioni, responsabile anch'egli delle scelte e delle decisioni che muovono la società. A questo tipo di teatro conviene la definizione di ‘civile’ più che di ‘politico’ in quanto non ha affatto intenzioni provocatorie di parte ma semplicemente di far riflettere criticamente sulle cose”. »
All'indomani della morte, il critico teatrale di Repubblica Ugo Volli scrisse parole di grande elogio per l'artista e per l'uomo: « è stato un protagonista fuori dall'ordinario del teatro italiano dell'ultimo mezzo secolo. Al di là del suo grandissimo talento, di una cultura notevole, di una instancabile curiosità intellettuale, e di una personalità forte, che straripava sia in palcoscenico che in privato da una curatissima correttezza formale, da gentiluomo di un tempo, Sbragia si è caratterizzato per la sua vocazione ad essere artista di teatro completo, al di là delle specializzazioni della scena contemporanea».
Lo stesso giorno, in un altro articolo, il quotidiano romano attribuiva a Sbragia un «carattere solidale cui non venne mai meno» e lo descriveva «capace di alternare finezze letterarie, slanci politici, mediazioni popolari, drammaturgie sul campo e anche un rispetto (quantunque problematico e aggiornato) per i miti classici. [...] Era intransigente, pragmatico, versatile, e all'occasione sapeva mostrarsi generosamente polemico. Un artista come lui occupa un posto di rilievo nella storia del teatro del nostro dopoguerra quantomeno per essere stato a lungo fautore, con la compagnia degli Attori Associati, di un cartello di uomini e di idee in un mondo, quello della prosa, che indulge da sempre a separatismi e clamori. Sapeva scrivere o elaborare con facilità per la scena. (..) Un vero artista organico (…) impegnatissimo nel sociale, che ammirammo per la forza d'animo e per la rigorosa linea di qualità in avventure con attori corresponsabilizzati (e non 'in ditta' divisticamente)».

### La memoria
Sbragia donò il proprio enorme archivio al comune di Roma, affinché diventasse patrimonio di tutti e da tutti consultabile. Tale fondo è oggi la Biblioteca dello spettacolo "Giancarlo Sbragia", nella "Casa dei Teatri", ospitata nel Villino Corsini di Villa Doria Pamphilj.
Inoltre il comune di Roma, nel 2003, ha intitolato a lui e al suo amico e collega Enrico Maria Salerno un parco sulla via Cristoforo Colombo, nel Municipio VIII (ex XI): inaugurato dall'allora sindaco Veltroni, ha l'accesso principale da piazza Silvio D'Amico, il loro maestro all'Accademia nazionale d'arte drammatica - entrando, la parte destra della grande area verde (delimitata dalle vie Ruzzante e Oropa) è dedicata a Sbragia, la parte sinistra (vie Tiberio Imperatore e Varaldo) a Salerno.
Un'iniziativa che perpetua, associandolo, il ricordo di due attori a lungo compagni di lavoro e accomunati anche dalla circostanza di esser morti nello stesso anno (1994), a pochi mesi di distanza, come nello stesso anno (1926) erano nati, a pochi mesi di distanza.

## Curiosità
Alla fine degli anni cinquanta, all'età di circa trent'anni, Sbragia decise di sperimentare il sonno polifasico, seguendo le orme di Leonardo da Vinci. Il fine di Sbragia era quello di aumentare la sua produttività e poter avere quindi più tempo per dedicarsi ai suoi vari interessi, fra cui rientravano pittura e musica. Questo schema di sonno consisteva nel fare pisolini di 15 minuti ogni 4 ore. Come racconta Sbragia, ci vollero circa 3 settimane per abituarsi al sonno polifasico. L'esperimentò durò circa 6 mesi. Durante tale periodo, Sbragia affermò di essere riuscito perfettamente ad abituarsi al sonno polifasico, nonostante le difficoltà iniziali, e di avere ovviamente avuto più tempo per sé stesso, i suoi hobby e la sua carriera. Tuttavia, anche se disse di non aver mai riscontrato alcun tipo di problema fisico, decise di tornare allo schema del sonno monofasico per la forte solitudine provata mentre tutti intorno a lui dormivano. Sbragia comprese anche che come artista aveva bisogno di poter beneficiare della fase onirica, ossia dei sogni che normalmente si fanno durante un periodo di sonno più continuativo, e che quindi erano venuti a mancare durante lo schema del sonno polifasico.

## Prosa
- Don Giovanni di Molière, regia di Giorgio Strehler. Prima al Piccolo Teatro di Milano, il 16 gennaio 1948.
- Delitto e Castigo di Fëdor Dostoevskij, regia di Giorgio Strehler. Prima al Piccolo Teatro di Milano, il 26 febbraio 1948.
- Giulio Cesare di William Shakespeare, regia di Guido Salvini. Teatro romano di Verona, 19 agosto 1949.
- Detective story di Sidney Kingsley, regia di Luigi Squarzina. Teatro Valle di Roma, 30 gennaio 1951.
- Il libro di Cristoforo Colombo di Paul Claudel, regia di Guido Salvini
- Giulietta e Romeo di William Shakespeare, regia di Guido Salvini
- Le nozze di Giovanna Phile di Bruno Magnoni, regia di Franco Enriquez. Piccolo Teatro di Milano
- La signora non è da bruciare di Christopher Fry, regia di Guido Salvini. Teatro Manzoni di Milano, 15 marzo 1952.
- Elisabetta d'Inghilterra di Ferdinand Bruckner, regia di Giorgio Strehler. Piccolo Teatro di Milano, 21 novembre 1952.
- L'ingranaggio di Jean-Paul Sartre, regia di Giorgio Strehler. Piccolo Teatro di Milano, 17 gennaio 1953.
- Sacrilegio massimo di Stefano Pirandello, regia di Giorgio Strehler. Piccolo Teatro di Milano, 18 febbraio 1953.
- Sei personaggi in cerca d'autore di Luigi Pirandello, regia di Giorgio Strehler. Piccolo Teatro di Milano
- Lulù di Carlo Bertolazzi, regia di Giorgio Strehler. Piccolo Teatro di Milano, 30 aprile 1953.
- Appuntamento nel Michigan di Franco Cannarozzo, regia di Franco Enriquez. Piccolo Teatro di Milano, 25 maggio 1953.
- Le veglie inutili di Giancarlo Sbragia, regia di Franco Enriquez. Piccolo Teatro di Milano, 25 maggio 1953.
- Anfitrione di Plauto, regia di Jean Giraudoux. Ferrara, 8 aprile 1955.
- Lunga giornata verso la notte di Eugene O'Neill
- Scandali segreti di Michelangelo Antonioni ed Elio Bartolini, regia di Michelangelo Antonioni
- I am a Camera di John William Van Druten, regia di Michelangelo Antonioni
- Ricorda con rabbia di John Osborne (esordio di Sbragia nella regia)
- Donadieu di Fritz Hochwälder, regia di Enrico Colosimo. Piazza Vecchia di Bergamo, 5 luglio 1958.
- Romeo e Giulietta di William Shakespeare, regia di Franco Enriquez. Teatro romano di Verona, 5 luglio 1960.
- Giulio Cesare di William Shakespeare, regia Mario Ferrero. Teatro romano di Ostia antica (agosto 1960)
- Quarta era di Giancarlo Sbragia (anche regia) e Gian Domenico Giagni. Compagnia Attori Associati
- Sacco e Vanzetti di Mino Roli e Luciano Vincenzoni, regia e con Giancarlo Sbragia. Compagnia Attori Associati
- L'Isola dei Pazzi di Egidio Romualdo Duni, regia e con Giancarlo Sbragia, direttore d'orchestra Luciano Rosalo. Festival dei Due Mondi di Spoleto
- Il Re – Italia di Giorgio Prosperi, regia e con Giancarlo Sbragia. Compagnia Attori Associati
- Il capitano d'industria di Brunello Rondi, regia di Enrico Maria Salerno. Compagnia Attori Associati, Teatro Valle di Roma, 16 maggio 1961.
- L'alba, il giorno e la notte di Dario Niccodemi, regia e con Giancarlo Sbragia
- Il giorno della civetta di Leonardo Sciascia, riduzione teatrale di Giancarlo Sbragia. Compagnia del Teatro Stabile di Catania, diretta da Turi Ferro
- La cena delle beffe di Sem Benelli
- Le confessioni della signora Elvira, due tempi di Mino Roli e Giancarlo Sbragia, regia di Giancarlo Sbragia. Teatro Odeon di Milano, 12 gennaio 1965.
- Musica e lazzi dalla commedia dell'arte, due tempi di Cesare Brero e Giancarlo Sbragia (solo regia)
- Duecentomila e uno di S. Cappelli
- L'istruttoria di Peter Weiss, regia di Virginio Puecher. Produzione del Piccolo Teatro di Milano, debutto nel Palazzo delle Esposizioni di Pavia, 25 febbraio 1967 (primo spettacolo in Italia allestito nei palasport)
- Rappresentazione per Enrico V, da William Shakespeare, regia di Virginio Puecher. Teatro Stabile di Bologna (1968) (ripreso nel 1976)
- Il fattaccio del giugno di Giancarlo Sbragia (solo regia). Piccolo Teatro di Milano, debutto al Teatro Lirico di Milano il 26 febbraio 1968.
- UrFaust, da Goethe, regia di Virginio Puecher. Compagnia Gli Associati
- Don Carlos di Friedrich Schiller, regia e con Giancarlo Sbragia. Compagnia Gli Associati
- Caligola di Albert Camus, regia e con Giancarlo Sbragia. Compagnia Gli Associati, Roma
- Strano interludio da Eugene O'Neil, regia e con Giancarlo Sbragia. Compagnia Gli Associati
- Iliade di Omero, regia e con Giancarlo Sbragia. Compagnia Gli Associati, Roma
- Inferni (da Porte chiuse di Jean-Paul Sartre e Canicola di Pier Maria Rosso di San Secondo), regia e con Giancarlo Sbragia. Compagnia Gli Associati
- Il vizio assurdo di Diego Fabbri e Davide Lajolo, regia e con Giancarlo Sbragia. Compagnia Gli Associati, ripreso in più stagioni, per un totale di oltre trecento repliche
- Edipo re di Sofocle, regia di Virginio Puecher. Compagnia Gli Associati
- Piccola città/Spoon River, da Thornton Wilder e Edgar Lee Masters, regia e con Giancarlo Sbragia. Compagnia Gli Associati
- La cortigiana, da Pietro Aretino, regia e con Giancarlo Sbragia. Compagnia Gli Associati
- La morte di Danton di Georg Büchner, regia e con Giancarlo Sbragia. Compagnia Gli Associati
- Notizie dal mondo di Luigi Pirandello, regia e con Giancarlo Sbragia. Festival dei Due Mondi di Spoleto (1976) (ripreso nel 1991)
- Il commedione di Giuseppe Gioacchino Belli, poeta e impiegato pontificio di Diego Fabbri, regia e con Giancarlo Sbragia. Compagnia Gli Associati
- La potenza delle tenebre da Lev Tolstoj, regia e con Giancarlo Sbragia. Compagnia Gli Associati/ATER
- I demoni di e regia di Sbragia, da Fëdor Dostoevskij. Compagnia Gli Associati/ATER
- Romeo e Giulietta di William Shakespeare
- Le baccanti di Euripide, (solo regia)
- La bella addormentata di Pier Maria Rosso di San Secondo, (anche regia)
- Il giorno da Parini, (anche regia)
- Il giuoco delle parti di Luigi Pirandello, (solo regia)
- La sonata a Kreuzer da Lev Tolstoj, (anche regia)
- Una giornata particolare di Ettore Scola, Ruggero Maccari e Gigliola Fantoni, regia di Vittorio Caprioli. Teatro Parioli di Roma, 12 febbraio 1982.
- Le piccole volpi di Lillian Hellmann, (anche regia)
- La bottega del caffè di Carlo Goldoni, (solo regia)
- La professione della Signora Warren di George Bernard Shaw (anche regia)
- La gatta sul tetto che scotta di Tennessee Williams, (solo regia)
- Il barone maraviglioso - Intrattenimento delirante di e con Giancarlo Sbragia, liberamente tratto da Il barone di Munchausen di R. E. Raspe e G. A. Burger
- La collezione e Il leggero malessere, due atti unici di Harold Pinter, (anche regia)
- Madame Bovary, da Gustave Flaubert, (anche regia)
- Otello di William Shakespeare (solo regia)
- Non ti mettere tra il drago e il suo furore di Giancarlo e Mattia Sbragia, da William Shakespeare. Teatro greco di Taormina (luglio 1986)
- Faust, da Johann Wolfgang von Goethe. Teatro greco di Taormina (agosto 1987) (anche regia)
- L'amante compiacente di Graham Greene, (anche regia)
- Il più felice dei tre di Eugène Labiche, (anche regia)
- Non chiederci la parola, lettura dell'opera in versi di Eugenio Montale. Prima al Teatro Genovese il 16 gennaio 1988. (anche regia)
- 'Il potere e la gloria, da Graham Greene, (anche regia)
- Orson Welles: uno di quelli che fanno i re, drammaturgia di Guido Fink, (anche regia)
- La mela magica di William Nicholson, (anche regia)
- Dottor Jekyll e mister Hyde, da Robert Louis Stevenson, regia di Duccio Tessari
- Edipo re di Sofocle, regia di Giancarlo Sepe
- La morte e la fanciulla di Ariel Dorfman, (anche regia)

## Prosa televisiva

Enrico Maria Salerno e Giancarlo Sbragia nel Concerto di prosa, Rai TV (1959)

- Nodo stradale, originale televisivo di Paolo Levi, regia di Daniele D'Anza, trasmessa il 7 luglio 1954.
- Tristi amori di Giuseppe Giacosa, trasmessa il 1º ottobre 1954.
- Il processo di Mary Dugan di Bayard Veiller, trasmessa il 26 novembre 1954.
- La vedova, trasmessa il 1º aprile 1955.
- Roberto e Marianna, trasmessa il 19 aprile 1955.
- Le nozze di Giovanna Phile, regia di Daniele D'Anza, trasmessa il 26 giugno 1955.
- Inquisizione di Diego Fabbri, regia di Daniele D'Anza, trasmessa il 7 luglio 1955.
- La scuola delle mogli di Molière, trasmessa il 7 ottobre 1955.
- La porta chiusa, trasmessa il 18 novembre 1955.
- Paura di me di Valentino Bompiani, regia di Daniele D'Anza, trasmessa il 2 aprile 1956.
- La vedovella, regia di Daniele D'Anza, trasmessa il 16 aprile 1956.
- Viaggio di nozze, regia di Daniele D'Anza, trasmessa il 27 aprile 1956.
- Incantesimo, regia di Daniele D'Anza, trasmessa il 25 giugno 1956.
- L'armadietto cinese, regia di Daniele D'Anza, trasmessa il 9 luglio 1956.
- Se volessi..., regia di Daniele D'Anza, trasmessa il 17 luglio 1956.
- I fiordalisi d'oro di Giovacchino Forzano, trasmessa il 22 agosto 1958.
- La bottega del caffè di Carlo Goldoni, trasmessa il 1º gennaio 1960.
- L'appuntamento di Senlis di Jean Anouilh, trasmessa il 14 ottobre 1960.
- La storia di Enrico IV di William Shakespeare, regia di Sandro Bolchi, trasmessa il 6 novembre 1961.
- La vita è sogno di Pedro Calderón de la Barca, regia di Sandro Bolchi, trasmessa il 30 aprile 1962.
- Peribañez e il commendatore dl Ocaña di Lope de Vega, trasmessa il 28 maggio 1962.
- Almanacco, settimanale di lettere e arti, a cura di Giuseppe Lisi, presentato da Giancarlo Sbragia (gennaio-aprile 1964)
- La grande magia di Eduardo De Filippo, trasmessa il 19 febbraio 1964.
- Le piccole volpi di Lillian Hellman, regia di Vittorio Cottafavi, trasmessa il 22 novembre 1965.
- L'importanza di chiamarsi Ernesto di Oscar Wilde, trasmessa il 26 gennaio 1966.
- Bandiera bianca di Tendriakov e Jikramov, regia di Anton Giulio Majano, trasmessa il 7 settembre 1966.
- Promessi sposi, di Alessandro Manzoni, (voce narrante), regia di Sandro Bolchi, trasmessa dal 1º gennaio al 19 febbraio 1967.
- Il sottotenente tenente di Pierre Gripari da un racconto di Jurij Tinjanov, trasmessa il 31 maggio 1967.
- Marionette che passione di Rosso di San Secondo, trasmessa il 30 maggio 1969.
- Qui squadra mobile - serie TV, trasmessa dall'8 maggio al 12 giugno 1973.
- La mossa del cavallo, regia di Giacomo Colli – miniserie TV (1977)
- Le baccanti di Euripide, regia di Giancarlo Sbragia, trasmessa il 27 giugno 1980.

Nel 1973 Giancarlo Sbragia partecipò a una serie degli sketch della rubrica pubblicitaria televisiva Carosello pubblicizzando il detersivo per lavatrici Dixan della Henkel.

## Prosa radiofonica Rai
- La nemica, dramma di Dario Niccodemi, regia di Guglielmo Morandi, trasmesso il 18 agosto 1952.
- I giusti, dramma di Albert Camus, regia di Enzo Ferrieri, trasmessa il 4 marzo 1955.
- L'uragano di Aleksandr Nikolaevič Ostrovskij, regia di Enzo Ferrieri, trasmessa l'11 marzo 1955.
- Britannico di Jean Racine, regia di Corrado Pavolini, trasmessa il 9 dicembre 1955.
- Gli affondatori di Alessandria, originale radiofonico a cura di Robert Mallet, regia di Gian Domenico Giagni, trasmesso il 3 marzo 1959.
- Il grande coltello, commedia di Clifford Odets, regia di Corrado Pavolini, trasmessa il 22 febbraio 1962.

## Filmografia

### Cinema
- Clandestino a Trieste, regia di Guido Salvini (1951)
- È colpa del sole, regia di Alberto Moravia – cortometraggio (1951)
- Lupi nell'abisso, regia di Silvio Amadio (1959)
- Messalina Venere imperatrice, regia di Vittorio Cottafavi (1960)
- La vendetta di Ercole, regia di Vittorio Cottafavi (1960)
- Laura nuda, regia di Nicolò Ferrari (1961)
- Le sette folgori di Assur, regia di Silvio Amadio (1962)
- Il crollo di Roma, regia di Antonio Margheriti (1963)
- Le adolescenti (La fleur de l'âge, ou les adolescentes), regia di Gian Vittorio Baldi, Michel Brault, Jean Rouch e Hiroshi Teshigahara (1964)
- Senza sole né luna, regia di Luciano Ricci (1964)
- Love Birds - Una strana voglia d'amare (Komm, süßer Tod), regia di Mario Caiano (1969)
- Policeman, regia di Sergio Rossi (1971)
- Da parte degli amici: firmato mafia! (Le Saut de l'ange), regia di Yves Boisset (1971)
- Equinozio, regia di Maurizio Ponzi (1971)
- Una farfalla con le ali insanguinate, regia di Duccio Tessari (1971)
- Tony Arzenta - Big Guns, regia di Duccio Tessari (1973)
- Con la rabbia agli occhi, regia di Antonio Margheriti (1976)
- Poliziotto sprint, regia di Stelvio Massi (1977)
- Ritratto di borghesia in nero, regia di Tonino Cervi (1978)
- I cammelli, regia di Giuseppe Bertolucci (1988)

### Televisione
- Delitto e castigo – sceneggiato (1954)
- Cime tempestose, regia di Mario Landi – miniserie TV, 4 episodi (1956)
- Un marito ideale – film TV (1959)
- Il piccolo caffè – film TV (1963)
- La grande magia, regia di Eduardo De Filippo (1964) – il teatro di Eduardo, secondo ciclo
- Così è (se vi pare) – film TV (1964)
- I grandi camaleonti, regia di Edmo Fenoglio – miniserie TV, 8 episodi (1964)
- Le piccole volpi, regia di Vittorio Cottafavi, trasmessa il 12 novembre 1965.
- Francesco d'Assisi, regia di Liliana Cavani – miniserie TV (1966)
- Trampoli – film TV (1966)
- Il caso Chessman, regia di Giuseppe Fina – film TV (1968)
- Oliver Cromwell: Ritratto di un dittatore – film TV (1969)
- Il gabbiano – film TV (1969)
- Eleonora Duse, regia di Flaminio Bollini – miniserie TV (1969)[19]
- L'istruttoria – film TV (1969)
- Napoli 1860: La fine dei Borboni – film TV (1970)
- Qui squadra mobile – serie TV, 6 episodi (1973)
- Anna Karenina, regia di Sandro Bolchi – miniserie TV, 6 episodi (1974)
- Alle origini della mafia, regia di Enzo Muzii – miniserie TV, 1 episodio (1976)
- La mossa del cavallo, regia di Giacomo Colli – miniserie TV, 1 episodio (1977)
- Il vizio assurdo – film TV (1978)
- Quaderno proibito, regia di Marco Leto – miniserie TV, 4 episodi (1980)
- Il Commedione – film TV (1980)

## Doppiaggio
- Max von Sydow in L'esorcista
- Jon Finch in Macbeth
- Peter Finch in Domenica, maledetta domenica
- Maximilian Schell ne I sequestrati di Altona
- Narciso Parigi in Acque amare
- Paolo Paoloni in E la nave va
- Voce narrante in Agostino

## Testi
- Le veglie inutili, 1953 - in Il dramma, n. 183 del 15 giugno 1953.
- Quarta era, con Gian Domenico Giagni (1960)
- Le confessioni della signora Elvira, con Mino Roli – in Sipario n. 226 del febbraio 1965.
- Musica e lazzi dalla commedia dell'arte, con Cesare Brero (1966)
- Il fattaccio del giugno - Carta Guanda (1968)
- Iliade, libera traduzione da Omero – Roma Edizioni Associati (1972)
- I demoni da Fedor Dostoevskij - Bologna Cappelli (1979)
- Non ti mettere tra il drago e il suo furore, con Mattia Sbragia (1986)

## Riconoscimenti
- Premio Flaiano Sezione teatro[20]
  - 1994 – alla carriera